# مناطق شهری در فنلاند

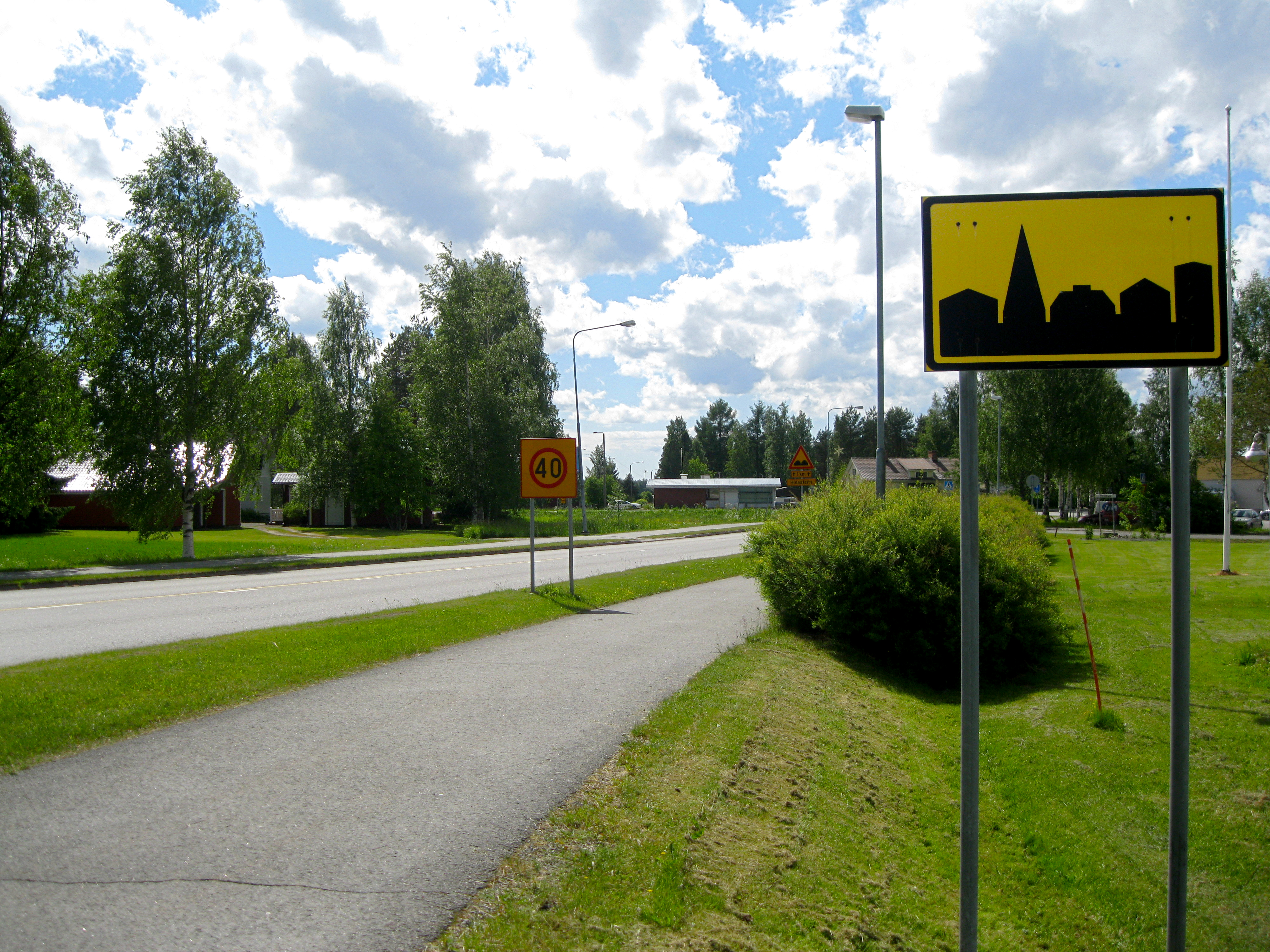
تابلوی خیابانی که شروع یک منطقه شهری را نشان می‌دهد

یک منطقه شهری در فنلاند به عنوان مجموعه ای از خانه‌ها با حداقل ۲۰۰ نفر سکنه تعریف می‌شود. در اصطلاح فنلاندی از واژه تایاما (شهرنشینی) (سوئدی: tätort) برای این موضوع استفاده می‌شود. به دلیل تعریف دقیق تایاما، این مناطق هم در داخل و هم در خارج از مرزهای شهر و شهرداری‌های فنلاند وجود دارند.
بزرگ‌ترین تایاما در فنلاند منطقه شهری هلسینکی با بیش از ۱٫۳ میلیون نفر در سال ۲۰۱۹ است که در سراسر هلسینکی و همچنین ده شهرداری دیگر در منطقه هلسینکی بزرگ گسترش می‌یابد. دومین، منطقه شهری تامپره با حدود ۳۴۲۰۰۰ نفر در سال ۲۰۱۹ و سومین منطقه شهری تورکو با حدود ۲۷۸۰۰۰ نفر در سال ۲۰۱۹ است.
وجود مناطق تایاما برای تنظیم ترافیک با محدودیت سرعت پیش‌فرض ۵۰ کیلومتر در ساعت (۳۱ مایل در ساعت) در داخل تایاما و ۸۰ کیلومتر در ساعت (۵۰ مایل در ساعت) در خارج آن استفاده می‌شود. هر جاده اصلی که به داخل یا خارج از تایاما منتهی می‌شود با یک علامت جاده مشخص شده‌است.